# Chilo mercatorius
Chilo mercatorius là một loài bướm đêm trong họ Crambidae.